# Нововасилевское (Гуляйпольский район)
Нововасилевское (укр. Нововасилівське) — село,
Новониколаевский сельский совет,
Гуляйпольский район,
Запорожская область,
Украина.
Код КОАТУУ — 2321884702. Население по переписи 2001 года составляло 73 человека.

## Географическое положение
Село Нововасилевское находится на правом берегу реки Янчур,
выше по течению на расстоянии в 3,5 км расположено село Охотничье,
ниже по течению на расстоянии в 1,5 км расположено село Павловка,
на противоположном берегу — сёла Успеновка и Новониколаевка.

## История
- 1820-е года — время основания как село Даниловка.